# Sønderhoning
Sønderhoning är en traditionell dansk pardans och melodityp från byn Sønderho på ön Fanø. Sønderhoning är ett slags polskedans med danssteg som går över 3/4, medan melodierna (oftast) går i 2/4-takt. Dansen består av gångsteg samt omdansning med en speciell fattning. Sønderhoning dansas i svit bestående av ett flertal sønderhoningar samt en fannik och en rask.  
Begreppet sønderhoning kan betyda tre saker: en människa från Sønderho, en sønderhoningmelodi eller dansen sønderhoning.